# بوبي هوب
بوبي هوب (بالإنجليزية: Bobby Hope)‏ (28 سبتمبر 1943 في المملكة المتحدة - 10 يونيو 2022) هو مدرب كرة قدم ولاعب كرة قدم بريطاني في مركز مهاجم داخلي. شارك مع منتخب اسكتلندا لكرة القدم. أما مع النوادي، فقد لعب مع برمنغهام سيتي وشيفيلد وينزداي ووست بروميتش ألبيون ودالاس تورنايدو وفيلادلفيا آتومز ‏ وبرومزغروف روفرز ‏.

## وصلات خارجية
- بوبي هوب على موقع قاعدة بيانات كرة القدم.إي يو (الإنجليزية)